# Склаве
Скла́ве (болг. Склаве) — село в Благоєвградській області Болгарії. Входить до складу общини Санданський.

## Населення
За даними перепису населення 2011 року у селі проживали 1464 особи.
Національний склад населення села:
| Національність   | Кількість осіб | Відсоток |
| ---------------- | -------------- | -------- |
| болгари          | 1070           | 91,3%    |
| цигани           | 86             | 7,3%     |
| турки            | 8              | 0,7%     |
| Всього відповіли | 1172           |          |

Розподіл населення за віком у 2011 році:
Динаміка населення: